# 阪口采香
阪口 采香（さかぐち あやか、1991年12月9日 - ）は、日本の弁護士（第二東京弁護士会所属）。
中央大学総合政策学部卒業、一橋大学大学院法学研究科法務専攻（法科大学院）修了。
過去には、沖縄県宮古島市伊良部字佐和田において援農隊として活動していた。
2020年10月からはニュースサイトしらべぇに法律コラムを寄稿している。
幼少時にミュージカル出演したことを生かし、女優もできる弁護士として活動している。またこの経験からドラマの法律監修も多い。

## 出演歴等

### テレビ
- めざましテレビ（フジテレビ）
- ノンストップ！（フジテレビ）[4]
- バイキングMORE（フジテレビ）
- モーニングCROSS（TOKYO MX）
- ゴゴスマ（2022年2月、CBCテレビ）[5][6]

### テレビドラマ
- ストロベリーナイト サーガ（2019年、フジテレビ）裁判所書記官役　法律監修兼任[4]
- すぐ死ぬんだから（2020年、NHK-BS）裁判所書記官役　法律監修兼任
- 家栽の人（2020年、テレビ朝日）レギュラー書記官役
- 家栽の人2（2021年、テレビ朝日）桜井書記官役

### 映画
- 逆光（2021年12月18日、監督：須藤蓮） ダンサー役[7]
- 温泉シャーク（2024年7月5日、監督：井上森人）[8]

### 舞台
- 天神獅子イバラスター 東京公演『獅子の誇りを受け継ぐ者』（2019年10月20日、池袋GEKIBAに[4]
- 安達健太郎と役者が漫才とトークするLIVE（2021年10月、新宿シアター・ミラクル）
- フクロウガスム－本を持ったお芝居－（2021年10月、πTOKYO）ウサギ役＆アカアシ役
- CONTE STAGE　小学校のキリン（2021年11月、西荻窪 遊空間がざびぃ）
- EROFISH〜third〜（2022年2月11日 ‐ 4月1日、πTokyo）
- ぐりむの法則『再演・オウムノウシス』Aチーム（2024年5月9日 - 19日、赤坂RED/THEATER）[9]

### ラジオ
- TOKYO FM「高橋みなみの『これから、何する？』」[10]
- J-WAVE「JK RADIO TOKYO UNITED」
- FM世田谷／FM徳島「清水英哉のおもしろ交遊録」

## 監修のみ

### テレビドラマ監修
- わたし旦那をシェアしてた（2019年、日本テレビ）
- 監察医 朝顔（2019年、フジテレビ）
- シャーロック（2019年、フジテレビ）
- 恋はつづくよどこまでも（2020年、TBS）
- 10の秘密（2020年、関西テレビ）

### 映画監修
- MOTHER マザー（2020年、監督：大森立嗣）
- 夏への扉 キミのいる未来へ（2021年、監督：三木孝浩）

### 書籍監修
- 奇妙な死刑囚（2019年、海と月社）
- リベロイヤー（2019年、めちゃコミック）
- 霧をはらう（2021年、幻冬舎）